# William Henry Perkin
William Henry Perkin (12. března 1838, Londýn – 14. července 1907, Londýn) byl anglický chemik.
V roce 1856, ve svých osmnácti letech, vynalezl první umělé barvivo na světě a zároveň první anilinovou barvu, tzv. Perkinovu violeť (při neúspěšném pokusu uměle vyrobit chinin). Fialovou barvu, která se výborně chytala na látky, si nechal patentovat. Londýnští obchodníci o barvení látek neprojevili zájem, ale v Paříži se vynález okamžitě ujal – Francouzi barvivo přejmenovali na „mauvein“ (podle fialové barvy slézu, jenž se ve francouzštině nazývá mauvre). V roce 1869 rovněž vynalezl první umělou vonnou látku – kumarin. Jeho učitelem byl německý chemik působící v Anglii August Wilhelm von Hofmann.